# Matti Semi
Veli Matti Semi, född 26 januari 1957 i Varkaus, är en finländsk politiker (Vänsterförbundet). Han är ledamot av Finlands riksdag sedan 2015. Semi har arbetat som byggarbetare.
Semi blev invald i riksdagen i riksdagsvalet 2015 med 2 140 röster från Savolax-Karelens valkrets.